# Паисий (Анков)
Митрополит Паисий (в миру Александр Райков Анков, болг. Александър Райков Анков; 6 (18) августа 1888, Своге, Болгария — 16 мая 1974, Враца, Болгария) — епископ Болгарской Православной Церкви, митрополит Врачанский.

## Биография
Родился 6 (18) августа 1888 года. Основное образование получил в селе Свидня, а прогимназическое — в селе Искрец и Софии.
Осенью 1903 года поступил в Цареградскую духовную семинарию, которую окончил в 1909 году. Во время обучения там он привлёк внимание Болгарского экзарха Иосифа, который впоследствии стал его духовным наставником.
11 мая 1909 года в болгарском храме святого Стефана в Константинополе был пострижен в монашество с именем Паисий и рукоположён в сан иеродиакона. В тот же день назначен диаконом и личным секретарём Болгарского экзарха Иосифа I.
С 1911 по 1914 года обучался на Богословском факультете Черновицкого университета, Австро-Венгрия. Выдержал первый докторский экзамен, после чего вернулся в Софию.
С лета 1914 до лета 1915 года пребывал при своём духовном старце и попечителе экзархе Иосифе.
С конца 1915 до весны 1916 года слушал лекции по философии в Мюнхене, Германия, а в конце 1916 года сдал второй докторский экзамен в Черновицком богословском факультете, получив диплом и учёную степень доктора богословия.
Осенью 1916 года был назначен диаконом при Наместнике-председателе Священного Синода Болгарской Церкви.
8 апреля 1917 года в столичном кафедральном храме святой Недели был рукоположен в сан иеромонаха митрополитом Софийским Парфением и назначен ефимерием, библиотекарем и временно исполняющем должность начальника Культурно-просветительского отдела при Священном Синоде.
Осенью того же года был назначен учителем Софийской духовной семинарии, а через месяц командирован Священным Синодом в Мюнхен и Лейпциг, где до 1921 года обучался праву на Юридическом факультете и специализировался по каноническому праву.
После возвращения в Софию был вновь назначен учителем в Софийскую духовную семинарию и юрисконсультом при Священном Синоде.
С 8 апреля 1922 года — протосингел Софийской митрополии. Во время его служения, 24 мая 1922 года по решению Священного Синода был возведён в достоинство архимандрита.
1 апреля 1923 года в столичном кафедральном храме святой Недели был хиротонисан во епископа Знепольского и назначен викарием Софийского митрополита. На данной должности оставался до августа 1930 года.
10 августа 1930 года был избран, а на 21 сентября того года канонически утверждён митрополитом Врачанским. В его более чем сорокалетнее служение на Врачанской кафедре для архиерейских нужд было построено новое здание, реставрировались церкви и возводились новые храмы, были открыты курсы повышения уровня богословского образования священников, стал издаваться епархиальный ежемесячный журнал «Духовное возрождение».
В 1934 года становится постоянным членом малого состава Священного Синода. С 4 января 1949 по 3 января 1951 года был наместником-председателем Синода, то есть формальным главой Болгарской православной церкви.
Скончался 16 мая 1974 года в городе Враце. Погребён в притворе Врачанского кафедрального храма святого Николая.